# Кордильєра-Пребетіка
Кордильєра-Пребетіка (ісп. Sistemas Prebéticos) — система гірських хребтів, яка є північно-східним продовженням системи Кордильєра-Бетіка на півдні Піренейського півострова. Найвища точка — гора Ла-Сагра (2383 м).
Кордильєра-Пребетіка проходить по східній частині внутрішньої Андалусії, через Мурсію і досягає середземноморського берега на півдні Валенсії.
Південніше Пребетіки розташовані гори Кордильєра-Суббетіка, в деяких джерелах обидві системи об'єднуються в одну, або Пребетіка вважається підсистемою Суббетіки. Ла-Сагра і деякі інші вершини відносяться до обох гірських систем.